# Neuquenaphis neobulbicauda
Neuquenaphis neobulbicauda är en insektsart. Neuquenaphis neobulbicauda ingår i släktet Neuquenaphis och familjen långrörsbladlöss. Inga underarter finns listade i Catalogue of Life.